# Richalm von Schöntal
Richalm von Schöntal, latinisiert Richalmus († angeblich am 2. Dezember 1219), war ein Zisterzienser in Schöntal. Er war Prior (bezeugt 1214) und fünfter Abt des Klosters Schöntal an der Jagst (bezeugt 1219).
Neben dem Dialogus miraculorum (Dialog über die Wunder) des Caesarius von Heisterbach ist das von Richalm autorisierte Liber revelationum (Buch der Offenbarungen), das in einer gekürzten Form unter dem Titel Beati Richalmi Abbatis Speciosae Vallis in Franconia Ord. Cister. Revelationes de insidiis & versutiis Daemonum (Buch der Offenbarungen über die Nachstellungen und Tücken des Teufels) von Bernhard Pez 1721 herausgegeben wurde, eine der wichtigen Quellen zum Dämonen- bzw. Teufelsglauben des christlichen Mittelalters.
„Diese Revelationes, die 130 capitula umfassen, beweisen, dass der Teufel im 13. Jahrhundert in allen Falten des gewöhnlichen Lebens steckte. Der ehrliche Abbas, weit entfernt blenden zu wollen, spricht seine innerste Überzeugung aus, die dem Wesen nach zugleich die damals allgemein gangbare Anschauung ist.“

## Ausgabe
- Richalm von Schöntal: Liber revelationum, hrsg. Paul Gerhard Schmidt. Hahn, Hannover 2009, ISBN 978-3-7752-1024-9 (kritische Ausgabe mit Einleitung)